# レッキス

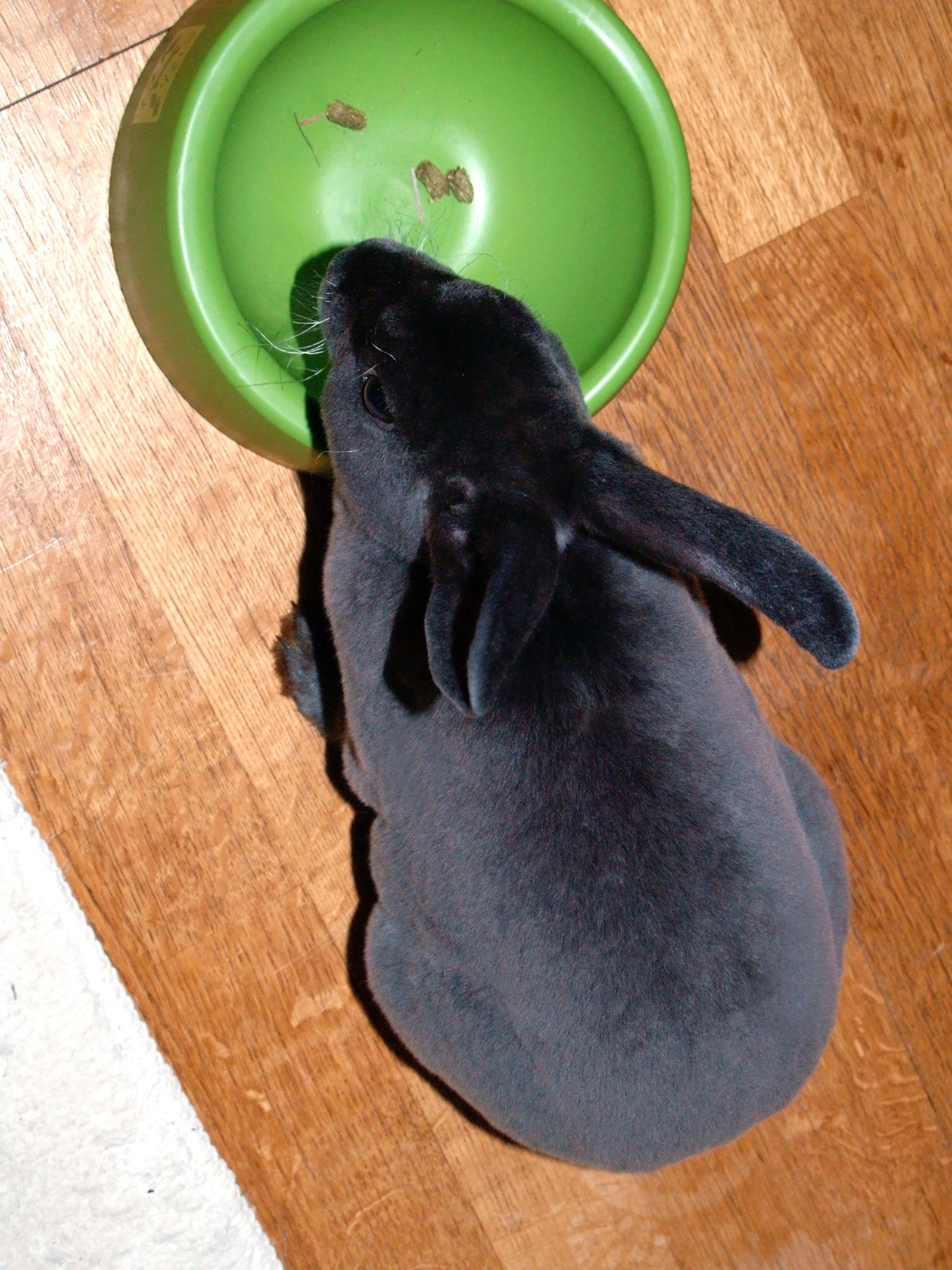
ミニレッキスの成獣（ブルー）を上から

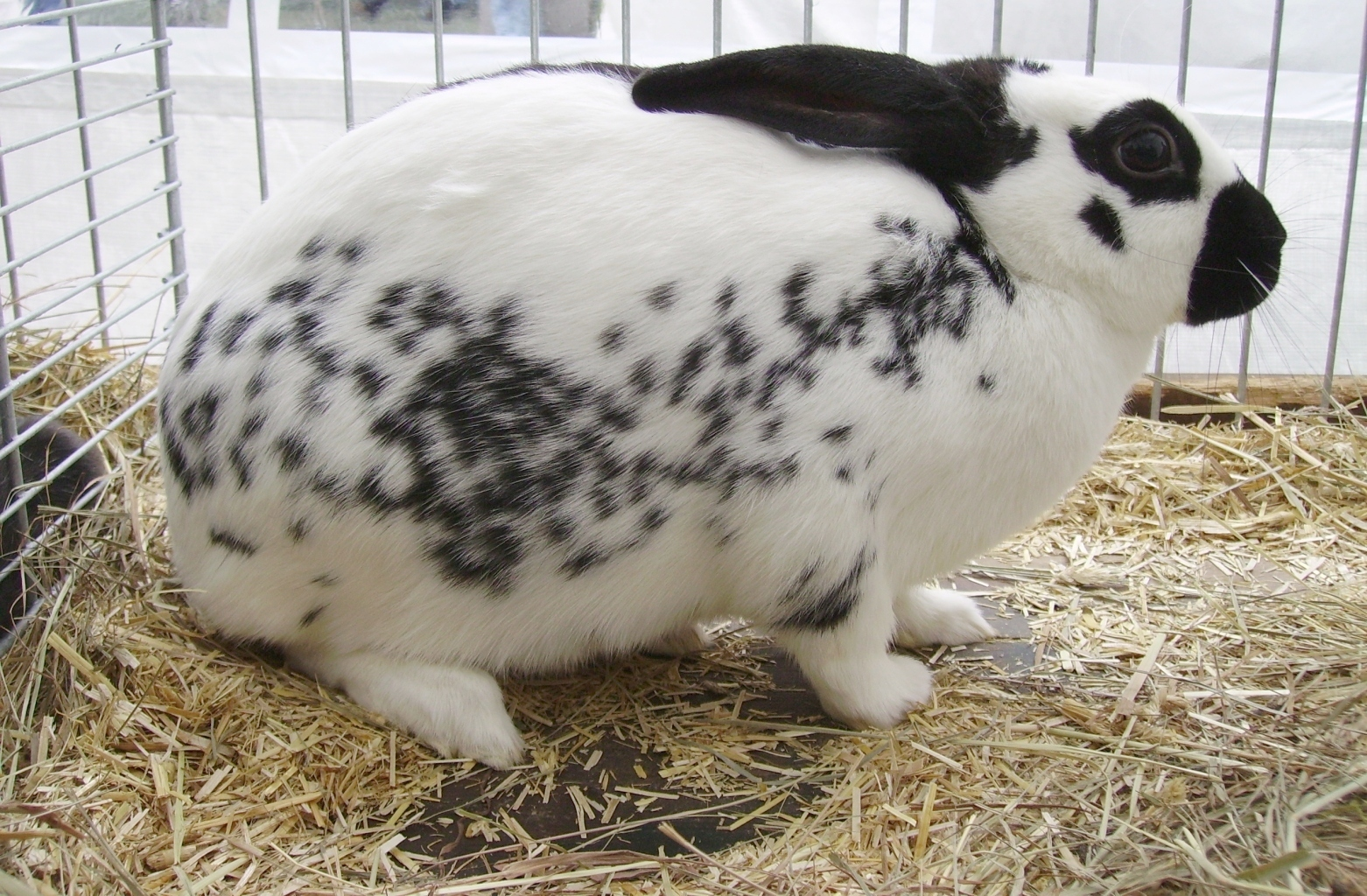
レッキスの成獣（ブロークン）

レッキス（Rex）は、フランスに起源を持つカイウサギの品種。短毛種だが毛の密度が濃く､毛皮の質が非常によいために毛皮にも使われるウサギである。この項目では小型に品種改良されたミニレッキスについても解説する。

## レッキス
フランスで偶然発見された野生のアナウサギの突然変異個体を起源とする品種で、毛が短く髭が縮れているのが特徴である。後述のミニレッキスと区別するためにスタンダードレッキスと呼ばれることが多い。
毛の短さからその筋肉質な体型がはっきりとわかり、最もウサギらしいシルエットと、ビロードのような光沢の毛並みも相まって非常に美しい姿をしている。カイウサギの中では大型のウサギに分類され、体重は約3 - 5kg程度。

## ミニレッキス
ミニレッキス（Mini Rex）は、アメリカで大型のレッキス種を小型の品種であるネザーランド・ドワーフと交配することで誕生した小型の品種。体重は約1.4 - 2kg程度。取り扱っているペットショップも多く、ペットとしてはこちらの方が一般的である。その毛並みの美しさからアメリカではブリードが活発で、体型や毛並みの美しさを競うコンテストが盛んに行われている。

## 飼育
両種とも活発で頭が良く、個体差はあるが比較的慣れやすい品種である。餌付け時に必ず名前を呼ぶなどの習慣をつければ、名前を呼ぶだけで寄ってくるようにすることも比較的容易にできる。ただし、短毛種の宿命として足の裏の毛の短さを原因とするソアホック（飛節糜爛）という後ろ足の裏の毛が剥がれて傷がつくという症状になりやすい。これを回避するには固めの床材を控えることが好ましい。
毛が短いことの利点として、抜け毛が少なく手入れが楽であることが挙げられる。アメリカンファジーやアンゴラのように頻繁なブラッシングは必要とせず、換毛期以外は少し濡らした手で撫でてやるだけでも十分である。